# إدوارد سميث (لاعب كريكت)
إدوارد سميث (بالإنجليزية: Edward Smith)‏ (30 يوليو 1911 - 26 ديسمبر 1999 في أستراليا) هو لاعب كريكت أسترالي. لعب مع فريق تسمانيا للكريكت.

## وصلات خارجية
- إدوارد سميث (لاعب كريكت) على موقع إي آس بي آن كريك إنفو (الإنجليزية)